# Fay Wildhagen
Fay Hau Wildhagen (Oslo, 1993) è una cantante norvegese.

## Biografia
Fay Wildhagen si è fatta conoscere dopo aver pubblicato l'album in studio d'esordio Snow (2015), che le ha fatto guadagnare la nomination per lo Spellemannprisen alla rivelazione dell'anno e un disco d'oro dalla IFPI Norge per le 10 000 unità equivalenti. Tre anni dopo viene pubblicato Borders, candidato per due Spellemannprisen, anch'esso oro e arrivato alla 27ª posizione della VG-lista.
È stata riconosciuta con lo Spellemannprisen al produttore del 2023. Let's Keep It in the Family, uscito l'anno seguente, ha fatto l'entrata in classifica al 7º posto.

## Discografia

### Album in studio
- 2015 – Snow
- 2018 – Borders
- 2024 – Let's Keep It in the Family

### Colonne sonore
- 2021 – Aksel Original Soundtrack (con Kristoffer Lo)

### EP
- 2020 – Leave Me to the Moon

### Singoli
- 2014 – We Are
- 2015 – Lionheart
- 2015 – Into the Woods
- 2018 – New Again
- 2018 – Awake
- 2019 – Inevertoldyou
- 2019 – Different
- 2019 – Promise (solo o con Skaar)
- 2023 – Vár
- 2023 – Reason
- 2023 – Coming Home
- 2023 – Bloodlines
- 2023 – Når himmelen faller ned (con Skaar)
- 2023 – Fylt av min kjærlighet
- 2024 – Echoes
- 2025 – A Lovestory (con Astrid S)